# Ампута
Ампута — река в России, протекает в Ханты-Мансийском АО. Вытекает из озера Тягамальто, устье реки находится на 285 км реки Аган. Длина реки — 181 км, площадь водосборного бассейна — 4220 км².

## Название
Ненцы произносят название как Вампу-та (ненецкие слова не начинаются с гласного). Ханты называют реку Кавахын.

## Описание
Как и на многих других реках региона, на реке вследствие падения в неё деревьев образуются заломы, которые сохраняются иногда десятилетиями. Так, один и тот же залом наблюдался в 1923 году и в 1953.
Верховья реки являются зоной расселения лесных ненцев (Иуси — род Бобра (Махи)) и зоны этнокультурного контакта между ханты и ненцами.
В старину вдоль реки зимой пролегала «Большая Царская дорога», по которой шли упряжки для закупки товаров на ярмарке в Сургуте.

## Населённые пункты
На берегу озера Тягамальто, истока реки, ранее находился вахтовый посёлок Ампутинка, от которого сохранилась вертолётная площадка, используемая в настоящее время.

## Притоки
- 0 км: Тюшами
- 63 км: Нямтытяха
- 69 км: Тяэтльтяха
- 85 км: Нишльманайн-Майта
- 87 км: Хапхльнутяй
- 91 км: Селятль
- 95 км: Вылат
- 124 км: Нючаяха
- 151 км: Ай-Ампута
- 154 км: Энтль-Ампута

## Данные водного реестра
По данным государственного водного реестра России относится к Верхнеобскому бассейновому округу, водохозяйственный участок реки — Обь от впадения реки Вах до города Нефтеюганск, речной подбассейн реки — Обь ниже Ваха до впадения Иртыша. Речной бассейн реки — (Верхняя) Обь до впадения Иртыша.